# نورمان آش
نورمان آش (بالإنجليزية: Norman Ashe)‏ هو لاعب كرة قدم بريطاني، ولد في 16 نوفمبر 1943 في والسال في المملكة المتحدة. لعب مع أستون فيلا ونادي روذرهام يونايتد.

## روابط خارجية
- نورمان آش على موقع قاعدة بيانات كرة القدم.إي يو (الإنجليزية)
- نورمان آش على موقع عالم كرة القدم.نت (الإنجليزية)